# Rómulo Betancourt (Barinas)
Pour les articles homonymes, voir Rómulo Betancourt (homonymie) et Betancourt.
Rómulo Betancourt est l'une des quatorze paroisses civiles de la municipalité de Barinas dans l'État de Barinas au Venezuela. Sa capitale est Barinas, chef-lieu de la municipalité et capitale de l'État, dont elle abrite les quartiers au nord du centre. En 2011, sa population s'élève à 40 647 habitants et en 2018 à 47 121 habitants.

## Géographie

### Description et hydrographie
La paroisse est de forme parallélépipédique allongée, les petits côté étant situés au nord-ouest et sud-est. Elle est limitée au nord-est par le río Santo Domingo.

### Démographie
La paroisse civile de Rómulo Betancourt recouvre intégralement les quartiers nord de la ville de Barinas. Uniquement urbaine, la paroisse civile n'abrite aucune autre localité que ces quartiers de la capitale de l'État qui se déploient le long du fleuve, parmi lesquels :
- Barrio Guanapa
- Barrio Santo-Domingo
- La Paz
- Urbanizacíon Coromoto
- Urbanizacíon Nueva-Barinas
- Urbanizacíon Palacio-Fajardo
- Urbanizacíon Rodríguez-Dominguez
- Zona Industrial
« Zone industrielle »

## Sources
- (es) Cet article est partiellement ou en totalité issu de l’article de Wikipédia en espagnol intitulé « Municipio Barinas » (voir la liste des auteurs).